# 加藤てつお
加藤 てつお（かとう てつお）は日本のソングライター。三重県員弁町出身。
日本作曲家協会会員、JASRAC会員。
1990年代より主にまた旅物を中心とした演歌・歌謡曲などを幅広く手がける。
現在は四日市市でスタジオみのりを経営。

## 作品
50音順
- 一文字辰也(現在は武たつ也が歌唱)　日本海(うみ)越えて,日日草
- 今出川太呂　薪能,雪女
- 岩本小波　美濃和紙情話(美濃市を舞台にした作品)
- 植村のぶ子　明日に向って
- 里見寛　平成旅鴉(歌い手の人生(トラック運転士)を鮮やかに歌った作品)
- 嶋たかし　人生海峡
- 幅みつお　北海野郎　作詞:坂口光治
- 浜口良　奥志摩の女(作詞)
- 林るり子　葉隠れの宿・第一編(山形を舞台にした女心を歌った唄)
- 藤のぶ子　紀州恋唄(道成寺の安珍清姫伝説を歌う),百歳音頭
- みづきれいこ　恋雪・湯の山
- 矢田幸子　まよい酒
- 山根ひろふみ　夜の四日市
- 吉崎和馬　流れ笠(股旅演歌)